# Каменский вертикально-подъёмный автомобильный мост
Каменский вертикально-подъёмный автомобильный мост — автомобильный двухполосный мост через реку Северский Донец, соединяющий центр города Каменска-Шахтинского с микрорайоном Заводской и хуторами Красновка и Старая Станица. Сооружён в 2019 году, открыт 30 декабря этого же года.
Прежний (снесённый) каменский автогужевой мост, располагавшийся на месте нового автомобильного моста. С 2010 года он был закрыт на реконструкцию, которая фактически началась лишь 2 октября 2018 года после обращения жительницы Каменска-Шахтинского (из Заводского микрорайона города) к Президенту России. После окончания строительных работ на месте старого моста возведён новый вертикально-подъёмный автомобильный мост.

## История
Снесённый автогужевой мост был возведён во время строительства Воронежско-Ростовской железной дороги в 1868 году. Изначально построен как железнодорожный мост и был однопутным. Движение по нему было открыто 28 ноября 1871 года.
В начале Великой Отечественной войны советские зенитчики отстояли мост во время немецких авианалётов. Но 16 июля 1942 года в 15 часов при отходе советских войск мост был взорван сапёрами Красной армии. В период оккупации Каменска-Шахтинского нацисты пытались восстановить железнодорожное сообщение через Северский Донец, но их усилия были тщетны. Сразу после освобождения города, в феврале 1943 года, началось восстановление моста. Работы вели воины-путейцы 13-й Отдельной железнодорожно-строительной бригады 118-го Отдельного военно-железнодорожного батальона, а также специалисты мостопоезда № 408. Им помогали местные жители. 4 апреля по мосту проследовал первый воинский эшелон.

Приблизительно до 2 февраля 1943 года немецкая авиация разбомбила мост вновь, о чём свидетельствует немецкая аэрофотосъемка и пояснение к ней. По данным этой съемки известно:
2 февраля 1943 года — Существующая западная часть автомобильного моста опирается на частично разрушенные пирсы, железнодорожный мост полностью разрушен. 
20 марта 1943 года — Разрушённый автомобильный мост строится снова, но уже как железнодорожный, новый пролёт устанавливается с левой стороны. 
25 марта 1943 года — Быстрый темп строительства пролётов моста, уже восстановлены три пролёта.
27 марта 1943 года — Восстановление моста завершено полностью, начались новые бомбардировки немецкой авиации, имеются частичные повреждения. 
30 марта 1943 года — Ущерб от бомбардировок частично устранён.
В 1945 году, сразу после окончания войны, в качестве репараций из Венгрии был привезён и установлен рядом с гужевым мостом новый двухпутный железнодорожный мост. Движение по новому железнодорожному мосту было открыто в начале 1950-х годов. Старый железнодорожный мост был реконструирован под движение автотранспорта с использованием имеющихся опор и оставшегося пролётного строения, на нём убрали рельсы, проложили автодорогу. Покрытие проезжей части сначала представляло собой деревянный настил. В 1983 году его заменили на прокатный металл, а в 1990-е годы проложили пешеходную дорожку.
Движение по автогужевому мосту ввиду его узости осуществлялось в реверсивном режиме со светофорным регулированием очерёдности. В связи с ветхостью конструкции, прослужившей почти 150 лет, летом 2010 года мост был закрыт, движение автотранспорта и пешеходов стало осуществляется через вновь сооружённую платную Казачью понтонную переправу в районе городской набережной (ниже по течению).

### Демонтаж старого и строительство нового моста
2 октября 2018 года после многочисленных задержек началась реконструкция моста, предусматривающая демонтаж старого и возведение нового мостового сооружения. ООО «Донтехпроект», являющееся разработчиком проекта, спроектировало центральную часть нового моста вертикально-подъёмной (разновидность разводного моста). Это позволит, в случае необходимости, проходить по реке крупногабаритным судам. Новый мост шире прежнего (8 метров) — 13,8 метра. Длина моста вместе с подходами составляет 1050 метров. Длина среднего пролёта 40 метров. Он может подниматься на 5-6 метров. Предусмотрены две полосы для движения автотранспорта и тротуары для пешеходов. Подрядчик: АО «Ростовавтомост».
На разборку металлических конструкций старого гужевого моста ушло пять месяцев. Постепенно были демонтированы все пять мостовых опор, и старый мост окончательно прекратил своё существование. Параллельно проводились работы по разбивке сетей опор нового моста, возведению береговых опор, специальных вспомогательных сооружений и устройств для строительства. Одновременно строился новый вертикально-подъёмный мост. Монтаж промежуточных опор моста с устройством тротуаров, пролёта и механизмов разводного моста был произведён в августе-сентябре 2019 года. Осенью того же года велись работы по обустройству коммунальных сетей моста и благоустройству подходов к нему. 14 декабря 2018 года последний пролёт старого моста (с опережением графика) был снесён.
Новый вертикально-подъёмный автомобильный мост был введён в эксплуатацию 30 декабря 2019 года. По своей конструкции он аналогичен мосту, сооружённому в 2009 году через реку Дон в станице Казанской Ростовской области. При разведении моста пролётное строение поднимается поступательно в вертикальной плоскости для обеспечения прохода крупногабаритных судов. Для этого служат башни на специальных опорах. На башнях укреплены шкивы, через которые проходят тросы. Тросы соединяют подъёмное пролётное строение с противовесами, которые при раскрывании моста опускаются вниз.
На церемонии открытия моста была установлена капсула с посланием потомкам, которую заложили на мосту со стороны города глава администрации Каменска-Шахтинского К. К. Фетисов и губернатор Ростовской области В. Ю. Голубев. Эта капсула должна быть вскрыта через 50 лет (30 декабря 2069 года).

## Фотогалерея
- Старинные фотографии
- Вид на мост с колокольни храма Покрова Пресвятой богородицы 
(Покровский рынок — «Зелёные ряды»)
- Мост через Северский Донец
 (фотолитография)